# Propilammina
La propilammina, o n-propilammina, è un'ammina primaria alifatica di formula CH3-CH2-CH2-NH2, o più brevemente CH3(CH2)2NH2. Appare come un liquido incolore dall'intenso odore simile a quello dell'ammoniaca, molto solubile in acqua e miscibile con solventi organici quali etanolo, acetone, benzene, cloroformio ed in minima parte anche il tetraclorometano. Allo stato puro è altamente infiammabile, tossico e corrosivo, in virtù delle sue proprietà basiche. Viene principalmente utilizzato come reagente nelle sintesi organiche.

## Sintesi
La propilammina può essere ottenuta facendo reagire, in ambiente acquoso opportunamente catalizzato, n-propanolo ed ammoniaca che danno la seguente reazione di deidratazione:
CH3-CH2-CH2-OH + NH3 → CH3-CH2-CH2-NH2 + H2O
La propilammina può inoltre essere sintetizzata per reazione tra propanale ed ammoniaca in ambiente acquoso ed in presenza di idrogeno molecolare. La reazione è catalizzata da nichel metallico:
CH3-CH2-CHO + NH3 + H2→ CH3-CH2-CH2-NH2 + H2O

## Reattività
La propilammina presenta la reattività tipica delle ammine primarie di formula generale R-NH2. In ambiente acquoso ha carattere di base debole in seguito alla protonazione del gruppo amminico, caratteristica che consente inoltre la sintesi del corrispondente cloridrato e di altri sali.

### Saggi di riconoscimento
In quanto ammina primaria alifatica, la propilammina è positiva al saggio di Hinsberg ed al saggio di Piria.

## Utilizzo
La propilammina trova impiego nella sintesi industriale di gomme, coloranti, molecole di interesse farmaceutico, prodotti chimici utilizzati in agricoltura, resine ed anticorrosivi.